# ЛГБТ-травма
ЛГБТ-травма – це страждання, яке відчуває людина через те, що вона є гомосексуальною, бісексуальною, трансгендерною, квір-особою або володіє іншою стигматизованою сексуальною чи гендерною ідентичністю. Цей дистрес може завдати шкоди людині та схилити її до розладів, пов'язаних із травмою та стресом.

## Поширеність
Наукові дослідження показують, що сексуальні та гендерні меншини піддаються підвищеній кількості стресових факторів, пов'язаних із потенційністю до психологічного травмування. Є припущення, за звітами клініцистів та епідеміологічними даними досліджень, що ця понаднормова вразливість ЛГБТ/квір-осіб до травматичного досвіду пов'язана з тим, що вони протягом життя стикаються з вищими рівнями міжособистісної віктимізації ніж більшість людей, що може спонукати вразливий стан та беззахисність до травматичного досвіду. Ці міжособистісні травми часто відчувають значна частина сексуальних і гендерних меншин. Порівнюючи гетеросексуальних братів і сестер з їхніми одностатевими братами та сестрами які є лесбійками, геями чи бісексуалами, було виявлено, що брат і сестра, які належать до сексуальних меншин, зазнавали більше негативного впливу у кожному з типів міжособистісного насильства. Це включало насильство з боку партнера, фізичне та сексуальне насильство як у дитинстві, так і в дорослому віці. На додаток, було виявлено, що 54,8% трансгендерних осіб та осіб, які не відповідають гендерним нормам у суспільстві, зазнавали насильства в дитинстві порівняно з 19,5% опитаних цисгендерних людей. Один огляд, який вивчав рівень сексуального насильства серед сексуальних меншин, показав, що до 54% чоловіків, які вважають себе геями чи бісексуалами, і до 85% жінок, які ідентифікують себе як лесбійки чи бісексуали, зазнали певного рівня сексуального насильства через свою орієнтацію.

## Виявлення
Дослідники знайшли важливі культурні міркування, намагаючись визначити, чи ЛГБТК+ ідентифікована особа пережила травму. Метод опитування індивіда про травму може вирішити, чи точно він повідомляє про свій досвід чи ні. В одному дослідженні чоловіків з-поміж сексуальних меншин, які повідомили про тривалий досвід у дитинстві, який зазвичай визначають як насильство, лише 54% цих чоловіків погодилися з твердженням «Я зазнав фізичного насильства». Це показує, що люди часто переживають травму, але не психічну. Крім того, було виявлено, що незалежно від того, визнавали чоловіки те, що вони зазнали, було жорстоким поводженням, чи ні, у них однакова кількість проблем із психічним здоров'ям. Цей феномен означає, що не досвід насильства, а саме не визнання того, що над ними вчиняли насильство, і є тим що призводить до погіршення психічного здоров'я. Розгляд вищевикладеного допомагає зрозуміти, чому важливо ставити людям конкретні запитання про їхній досвід або поведінку оточення під час оцінки насильства, замість того, щоб покладатися виключно на сприйняття чи думки людини. Цей метод має вирішальне значення при роботі з особами, які належать до сексуальних чи гендерних меншин. Сором і стигма навколо їхнього досвіду може змусити їх уникати концептуалізації або визнання того, що вони отримували насильство.

## Культура
Через високі показники різних типів травм, які зазнають гендерні та сексуальні меншини, рекомендовано, щоб спеціалісти з психічного здоров'я напряму запитували про вплив подій, які можна вважати травматичними, та концептуалізацію клієнтом цих переживань. Вважається, що підвищений рівень дискримінації та віктимізації ЛГБТК+ людей підвищує вразливість людини до травматизації, та загострює її симптоми порівняно з рештою недискримінованим населенням. Щоб не впливати на їхні відповіді, терапевтам рекомендується задавати широкі та відкриті запитання, щоб краще зрозуміти, як клієнт бачить свій досвід. Розуміння концептуалізації клієнтом свого досвіду допомагає клініцисту уникнути недооцінки чи переоцінки страждань клієнта, пов'язаних з їхнім статусом сексуальної чи/та гендерної меншини. Проблемними підходами, які зневажають думки та переживання клієнта, вважаються такі: ставлення до гендеру чи сексуальності особи як до цілі у лікуванні її, коли для особи ці речі не мають основного значення; а також: ігнорування цих аспектів та/або проблем спричиненими ними на ґрунті гомофобії/трансфобії/квірфобії, ігнорування цього може/матиме негативні наслідки для терапії.

## Реакція
Деякі спеціалісти з питань психічного здоров'я вважають, що включення в «DSM-5» безрозсудної чи саморуйнівної поведінки може допомогти створити контекст для деяких рис, які спостерігаються у популяції сексуальних і гендерних меншин. Зокрема, це може допомогти пояснити високий рівень сексуального ризику та вживання психоактивних речовин серед ЛГБТК+ людей. Дослідження показали, що чоловіки з історією сексуального насильства в дитинстві частіше повідомляють про зловживання психоактивними речовинами, депресію та незахищений секс. Дослідження чоловіків з-поміж сексуальних меншин і трансжінок показали взаємозв'язок між сексуальним ризиком і психосоціальними труднощами. Вищезазначені тенденції спонукають деяких психологів схвалити те, що називається синдемічною структурою, «за якою одночасні психосоціальні проблеми, поширені серед сексуальних меншин, трансгендерних і гендерно неконформних осіб, спричиняють несприятливий синергічний вплив на здоров'я.